# White Springs
White Springs ist eine Stadt im Hamilton County im US-Bundesstaat Florida. Das U.S. Census Bureau hat bei der Volkszählung 2020 eine Einwohnerzahl von 740 ermittelt.

## Geographie
White Springs liegt am Suwannee River und rund 25 Kilometer südöstlich von Jasper. Im Osten grenzt der Big Shoals State Park an die Stadt. Tallahassee liegt etwa 120 Kilometer und Jacksonville 150 Kilometer entfernt.

## Demographische Daten
Laut der Volkszählung 2010 verteilten sich die damaligen 777 Einwohner auf 444 Haushalte. Die Bevölkerungsdichte lag bei 161,9 Einw./km². 48,3 % der Bevölkerung bezeichneten sich als Weiße, 48,5 % als Afroamerikaner und 0,3 % als Asian Americans. 1,7 % gaben die Angehörigkeit zu einer anderen Ethnie und 1,3 % zu mehreren Ethnien an. 3,3 % der Bevölkerung bestand aus Hispanics oder Latinos.
Im Jahr 2010 lebten in 28,5 % aller Haushalte Kinder unter 18 Jahren sowie 34,4 % aller Haushalte Personen mit mindestens 65 Jahren. 63,5 % der Haushalte waren Familienhaushalte (bestehend aus verheirateten Paaren mit oder ohne Nachkommen bzw. einem Elternteil mit Nachkomme). Die durchschnittliche Größe eines Haushalts lag bei 2,38 Personen und die durchschnittliche Familiengröße bei 2,97 Personen.
26,5 % der Bevölkerung waren jünger als 20 Jahre, 21,5 % waren 20 bis 39 Jahre alt, 26,1 % waren 40 bis 59 Jahre alt und 25,6 % waren mindestens 60 Jahre alt. Das mittlere Alter betrug 42 Jahre. 48,4 % der Bevölkerung waren männlich und 51,6 % weiblich.
Das durchschnittliche Jahreseinkommen lag bei 31.372 $, dabei lebten 23,5 % der Bevölkerung unter der Armutsgrenze.
Im Jahr 2000 war Englisch die Muttersprache von 98,69 % der Bevölkerung und spanisch sprachen 1,31 %.

## Sehenswürdigkeiten
Das Johns House und der White Springs Historic District sind im National Register of Historic Places gelistet.

## Verkehr
White Springs wird vom U.S. Highway 41 (SR 25/100) durchquert.
Nächste Flughäfen sind der rund 75 Kilometer nordwestlich in Georgia gelegene Valdosta Regional Airport sowie der etwa 95 Kilometer südlich gelegene Gainesville Regional Airport.

## Kriminalität
Die Kriminalitätsrate lag im Jahr 2010 mit 304 Punkten (US-Durchschnitt: 266 Punkte) im durchschnittlichen Bereich. Es gab einen Raubüberfall, fünf Körperverletzungen, vier Einbrüche, 15 Diebstähle und vier Autodiebstähle.